# Slea Head

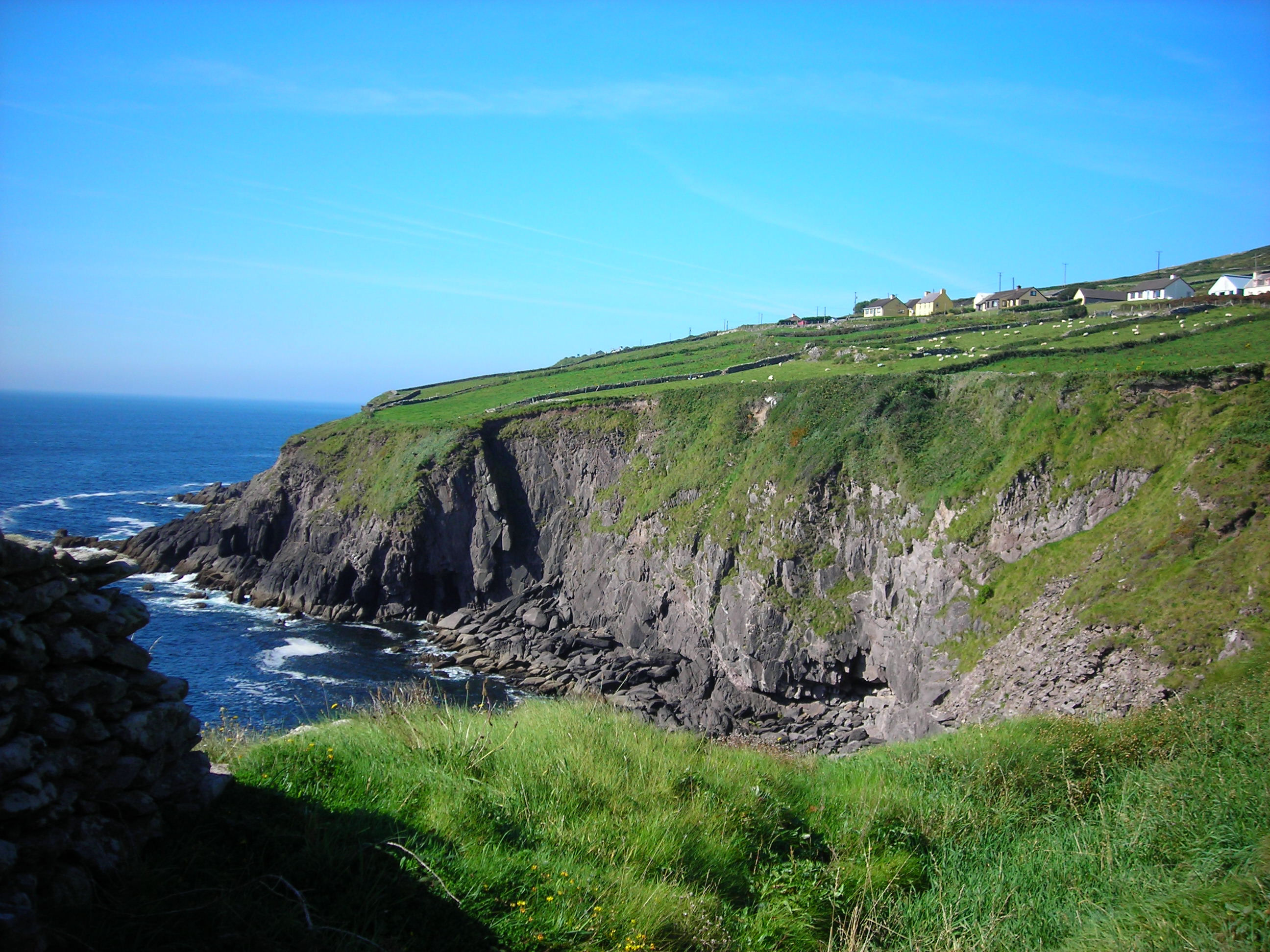
Slea Head visto desde el Fuerte Dunberg.

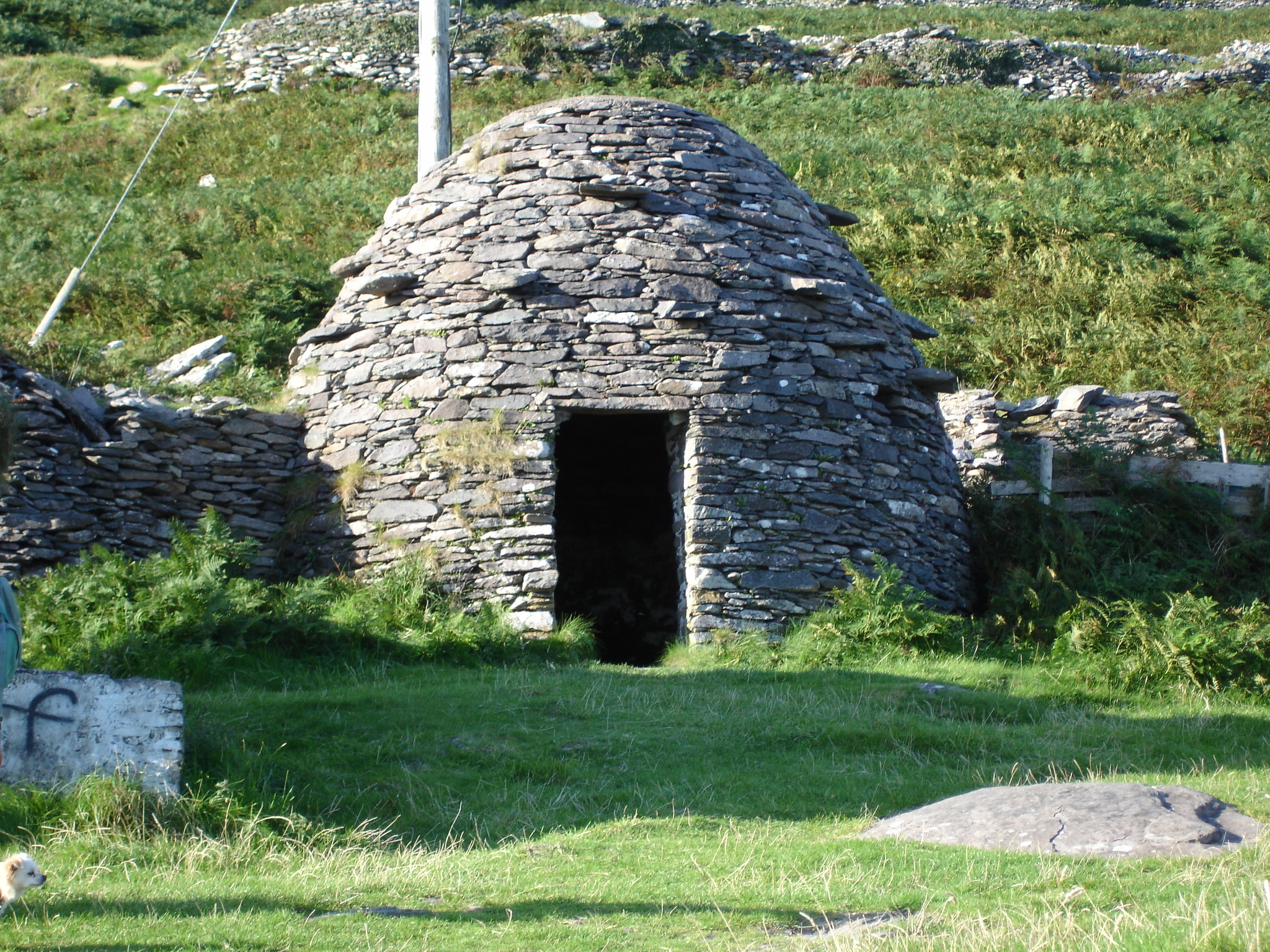
Clochán en la Península de Dingle.

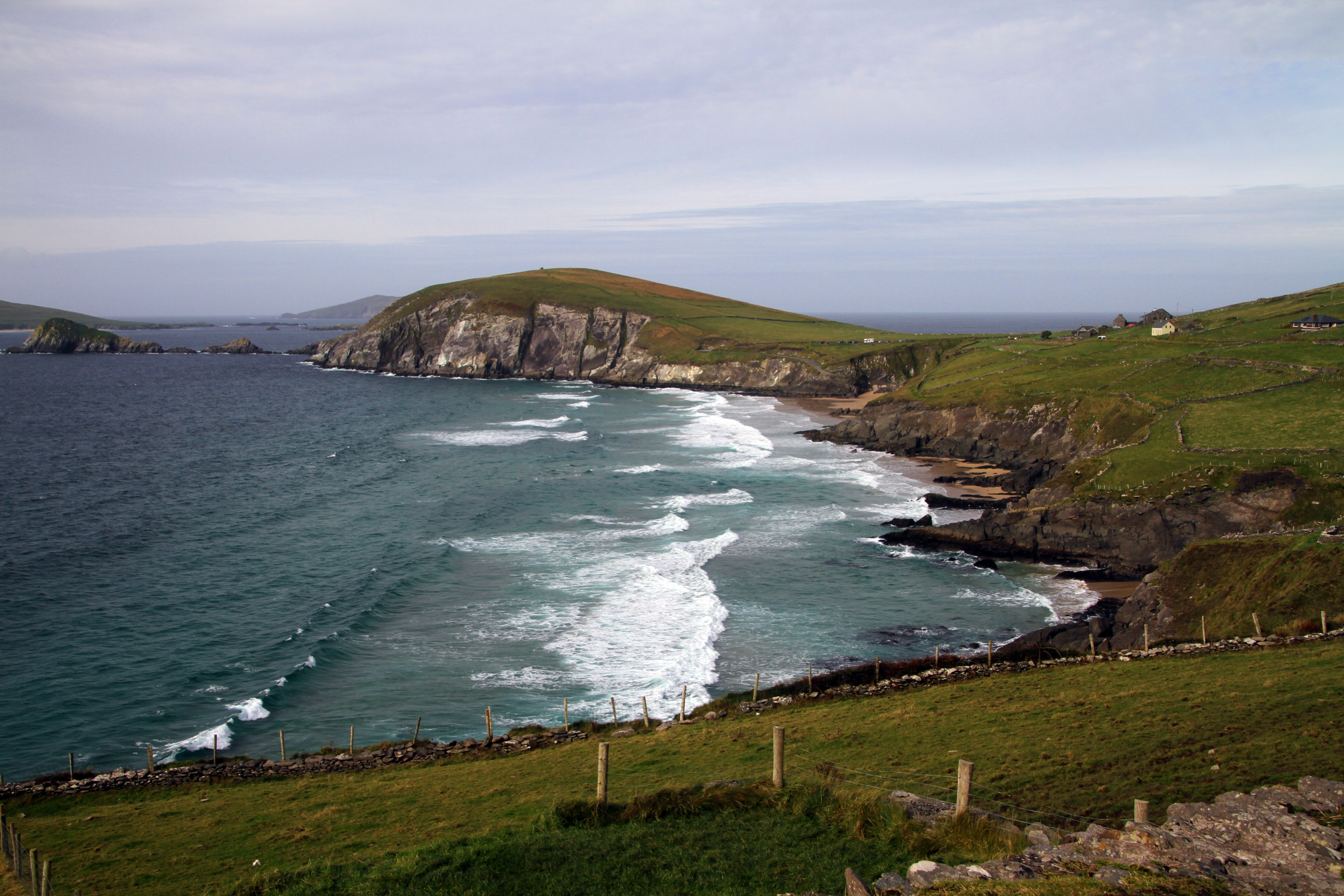
Slea Head.

Slea Head (en irlandés, Ceann Sléibhe) es un promontorio en la parte más occidental de la Península de Dingle ubicada en la baronía de Corca Dhuibhne, en el suroeste del Condado de Kerry, provincia de Munster. Se encuentra bañado por las aguas del Océano Atlántico y es el punto más occidental de Irlanda y Europa.
Es un lugar muy conocido y reconocido, y también un punto de vista muy pintoresco, con una espectacular vista de las Islas Blasket.

## Historia
A lo largo de Slea Head el paisaje se encuentra salpicado por cabañas realizadas en piedra, conocidas como "clocháns" (o "barracas") que los arqueólogos especulan que fueron construidas en la Edad de Bronce y que se continuó con esa técnica hasta el año 1200 A.C., aproximadamente. Las estructuras más modernas, se cree que fueron destinadas al almacenamiento o al uso agrícola. Las primeras estructuras tienen una base circular, creyéndose que las de base rectangular son más recientes. Existen registros de unos cuatrocientos clocháns alrededor de Slea Head Drive, la ruta que pasa por la región con unos 48 kilómetros de largo y que se extiende desde la ciudad de Dingle.
Slea Head además es conocida en los círculos arqueológicos por su más de 2 mil monumentos, conservados gracias a la ubicación remota de la península y a la falta de la agricultura especializada en la región.

## Cultura
Slea Head es una de las áreas Gaeltacht (con idioma irlandés nativo o gaélico de Irlanda) que ha tenido muchos poetas y autores notables.
En cuanto al cine, es un paisaje utilizado en diversas películas. En 1970 se filmó «La hija de Ryan», siendo protagonizada por Robert Mitchum, en uno de los pueblos aledaños y la escena del disparo es precisamente en Slea Head. En 1992, se filmó «Far and Away», dirigida por Ron Howard.